# Silvia Marty
Silvia Marty (Barcellona, 10 luglio 1980) è un'attrice, ballerina e cantante spagnola, nota per aver interpretato il ruolo di Ingrid Muñoz nella serie Paso adelante e per quello di Soledad López nella soap Una vita.

## Biografia
Ha seguito corsi di canto, danza e pattinaggio artistico. Apparve come ballerina in un programma chiamato Y tu bailas? e nei musical teatrali New Beatle, Casper el musical, U no es ningù e Cabaret.
Dotata di una chioma rossa e di un'istintiva carica interpretativa, Silvia Marty  è nota soprattutto per aver interpretato Ingrid Muñoz nel telefilm Paso adelante.
Dopo il successo di Paso adelante, ha avuto diversi ruoli in serie tv come Hospital Central e Los Serrano. Tuttavia, il suo primo ruolo importante è stato quello di Silvia Marall nella serie di Antena 3 LEX.
Nella primavera del 2017, la serie drammatica di Telecinco Perdóname, Señor, è stata presentata in anteprima insieme a Paz Vega, José Manuel Seda e Jesús Castro. Silvia Marty interpreta Irene Oliver, tenente della Guardia Civile a Barbate.
Ha contribuito alla registrazione di un CD con alcuni attori della serie; il CD è stato messo in vendita l'11 novembre 2002 e si intitola UPA Dance.
Nel 2020 e nel 2021 ha interpretato il ruolo di Soledad López nella soap opera Una vita.

## Filmografia

### Cinema
- El hombre de arena, regia di José Manuel González (2007)
- Oviedo Express, regia di Gonzalo Suárez (2007)
- Retornos, regia di Luis Avilés (2010)
- La memoria del agua, regia di Matias Bize (2015)
- Amarás sobre todas las cosas, regia di Chema de la Peña (2016)

### Televisione
- Paso adelante (Un paso adelante) – serie TV, 82 episodi (2002-2005)
- Camps de maduixes, regia di Carlos Pastor – film TV (2005)
- Cuenta atrás – serie TV, 1 episodio (2007)
- Hospital Central – serie TV, 3 episodi (2007)
- Los Serrano – serie TV, 1 episodio (2008)
- Lex – serie TV, 16 episodi (2008)
- Amare per sempre (Amar en tiempos revueltos) - serial TV, 10 episodi (2009)
- Io ti troverò (Niños robados) – miniserie TV, 2 episodi (2013)
- Perdóname, Señor – serie TV (2016)
- El Continental – serie TV (2018)
- Desaparecidos – serie TV (2020)
- Una vita (Acacias 38) – serie TV (2020-2021)
- Com si fos ahir – serie TV, 3 episodi (2023)

### Cortometraggi
- Pocas nueces, regia di Sylvia Vivanco-Extramiana (2006)

## Discografia
Tra il 2002 e il 2005 ha fatto parte del gruppo UPA Dance.
| Album                        | Dettagli                                                                      | Certificazione   | Vendite           |
| ---------------------------- | ----------------------------------------------------------------------------- | ---------------- | ----------------- |
| Upa Dance                    | - Uscito l'11 novembre 2002 - Etichetta: Globomedia Música - Formato: CD, DVD | _                | + 2 000 000 copie |
| UPA Dance (Edición Especial) | - Uscito il 22 aprile 2003 - Etichetta: Globomedia Musica - Formato: CD       | Disco d'oro      | +200 000 copie    |
| UPA Dance Live               | - Uscito nel 2004 - Etichetta: Milan Records - Formato: CD, DVD               | Disco di platino | +100 000 copie    |

## Doppiatrici italiane
Nelle versioni in italiano dei suoi film e delle sue serie TV, Silvia Marty è stata doppiata da:
- Eleonora De Angelis in Paso adelante
- Benedetta Ponticelli in Io ti troverò
- Giulia Franzoso in Una vita[4]